# Битка код Златице
Битка код Златице (бугарски: Битка при Златица) се одиграла 12. децембра 1443. године између Отоманског царства и Српско-Мађарских трупа на простору данашње Бугарске. До битке је дошло код Златишког пролаза у близини града Златице на планини Балкан (Стара планина) која се тада налазила у саставу Османског царства. Нестрпљивост пољског краља и јачина зиме приморали су Хуњадија (фебруара 1444. године) да се врати кући, али не пре него што султанова моћ не буде потпуно сломљена у Босни, Херцеговини, Србији, Бугарској и Албанији.

## Позадина
Још 1440. године Јанко Хуњади је постао саветник од поверења и високо цењен као војник Пољског краља Владислава III. Хуњади је за сваја дела био награђен тако што бива унапређен у капетана Београдске тврђаве и задужен за вођење војних операцаија против турака. Краљ Владислав је одао признање Хуњадију за његове заслуге и даровао му имања у источној Угарској. Хуњади је веома брзо показао своје изванредне способности за управљање војском током одбране од турака са веома ограниченим средствима која су му стојала на располагању. Он је изашао као победник код Семендрије поразивши Исак-бега 1441. године, недалеко од Нагисбена у Трансилванији чиме су биле уништене отманске снаге и омогућило опоравак Угарске и њено поновно сизеренство над Влашком. У јулу 1442. године код Гвоздених врата поразио је велике турске снаге од 80 000 војника које је лично педводио румелијски беглербег Шахабедин. Ова победа од Хуњадија начинила једног од начувенијих турских непријатеља који се као такав прочуо широм хришћанске европе, што ће му касније послужити као мотивација за покретање похода 1443. под вођством краља Владислава, познате експедиције или Дуга кампања где се одиграла Битка код Ниша као један од битнијих операција у овом рати. У Хуњадијевој пратњи се током похода налазио Ђулијано Цезарини. Битка се одиграла између мета Бован(у околини Алексинца) и Ниша 3. новембра 1443. године. Османске снаге су предводили Касим-паша, беглербег Румелије, Турахан-бег и Исак-бег. Након турског пораза, приликом повлачења својих снага Касим паша и Турхан-бег спалили су сва села између Ниша и Софије. Отомански извори оправдавају османски пораз недостатком сарадње између турске војске на чијем челу се налазиловише различитих команданата.

## Битка
Све до битке на Златици крсташке снаге се нису сусреле са главнином отоманске војске, али су се сусреле са градским гарнизонима дуж пута за Хадрианопољ. Само су код Златице наишли на снажан и добро организован отпор турске војске. Јака зима и хладно време ишле су на руку турцима који су се бранили од крсташке војске. Отоманским снагама је командовао Касим паша. Красташи су имали намеру да наставе са напредовањем ка Хадрианопољу кроз шуме Средње Горе. Када су стигли до Златице више нису били у стању да наставе са напредовањем, јер су им даљи пут препречиле велике отоманске снаге, време је било изузетно хладно, снабдевање храном и оружјем постало је отежано а положај хришћана још више су отежавали стални напади Касим паше.

## Последице
Након битке на Златици и накнадног повлачења крсташа, простор на коме се одиграла битка и његова околина били су потпуно уништени. Србија је била уништена, а Софија је уништена и спаљена, претворена у „црно поље” са својим околним селима која су се претворила у „црни угаљ”. Од овог похода 1443. године једини који је успео да извуче неку корист био је српски деспот Ђурађ Бранковић.
Међутим, доку су марширали кући, српски део снага који је остао на зачељу, је из заседе поразио надолазеће турске снаге у бици код Куновице, где је Махмуд-бег, султанов зет и брат великог везира Чанадирлил Халил паше, био заробљен.

## Историјски извори
Међу историчарима постоје несугласице о томе које победник битке. Према историчару Халилу Иналчику „İzladi ve Varna Savaşları (1443—1444) Üzerinde Gazavatnâme” непознатог аутора, је најпоузданији извор од свих отоманских хроника, о догађајима повезаним са битком код Златице и битке код Варне.